# Crise do marxismo
A crise do marxismo foi um período na década de 1890, após o inesperado ressurgimento da expansão capitalista global após o Pânico de 1873, que precipitou uma crise na teoria marxista. A crise deu origem a uma série de debates teóricos sobre a importância da recuperação econômica para a estratégia do movimento socialista que levou à fragmentação ideológica e a debates cada vez mais sectários.
A primeira pessoa a introduzir a noção de crise dentro do marxismo foi Thomas Masaryk que declarou em 1898 que estava observando uma "crise dentro do marxismo". Masaryk sentia que o socialismo seria fortalecido se os líderes socialistas criticassem "seus fundamentos para superar seus defeitos". A crise do marxismo levou ao nascimento do marxismo revisionista que mais tarde resultou na ascensão da social-democracia sob Eduard Bernstein. Por sua vez, Georges Sorel, teórico do sindicalismo, colocou a necessidade de um socialismo antidemocrático que se unisse ao nacionalismo radical, mantendo seu apoio às fábricas operárias, mas sob um marxismo herético despojado de sua "essência materialista e racionalista". A conjugação do sindicalismo  de Sorel com o nacionalismo integral de Charles Maurras, que também considerava o socialismo antidemocrático como a forma "pura" e correta de socialismo além de desenvolver um novo socialismo revisando o marxismo, deu origem ao sindicalismo nacional.